# Pterella pan
Pterella pan är en tvåvingeart som beskrevs av Zumpt 1964. Pterella pan ingår i släktet Pterella och familjen köttflugor.
Artens utbredningsområde är Madagaskar. Inga underarter finns listade i Catalogue of Life.